# HD 153950 b
HD 153950 b  es un planeta extrasolar situado a unos 162 años luz de distancia en la constelación de Scorpius, orbitando la estrella de secuencia principal de magnitud 7 del tipo F HD 153950. Este planeta tiene una masa de aproximadamente 2,73 veces la de Júpiter, pero debido a la inclinación no se conoce el valor de la masa sólo el mínimo. Así que en la próxima década, la Misión Gaia, la Misión de Interferometría Espacial, o el Telescopio Espacial James Webb determinaran la inclinación de todos los planetas extrasolares conocidos, incluso este planeta. Este planeta toma alrededor de 499 días para orbitar a una distancia orbital de alrededor de 1,28 de la UA y el rango es de 0,84 a 1,72 UA, que corresponde a la excentricidad orbital de 0,34.
Este planeta fue descubierto el 26 de octubre de 2008 por Moutou et al. utilizando el espectrógrafo HARPS en el telescopio de 3,6 metros de ESO instalado en el Observatorio de La Silla en el desierto de Atacama, Chile.